# Centrale Bank van Malta
De Centrale Bank van Malta (Maltees: Bank Centrali ta’ Malta) is de centrale bank van Malta.
Deze bank is in 2008 onderdeel geworden van de Europese Centrale Bank en behoort tot het Europees Stelsel van Centrale Banken.